# Paiute del sud
El Paiute del Sud /ˈpaɪjuːt/ (també anomenat Numic del riu Colorado, Ute /ˈjuːt/, Ute–Paiute del Sud, o Ute-Chemehuevi), una parla de la branca numic de la família lingüística Uto-asteca, és un continu dialectal que s'estén des del sud-est de Califòrnia a Colorado. Té com a dialectes individuals el chemehuevi, que es troba en perill d'extició (el darrer parlant fluent és Johhny Hill jr.), paiute del sud (amb els subdialectes San Juan i Kaibab), i ute (dialectes septentrional i meridional). Segons Ethnologue, hi havia una mica menys de dos mil parlants de paiute dle sud en 1990, o un 40% d'una població ètnica de 5000 individus.
El dialecte paiute del sud ha tingut un paper important en la lingüística com a fons d'un famós article del lingüista Edward Sapir i el seu col·laborador Tony Tillohash en la naturalesa de la fonema.

## Morfologia
El paiute del sud és una llengua aglutinant en què les paraules utilitzen sufixos complexos per a una varietat de propòsits amb diversos morfemes.

## Fonologia
El paiute del sud té cinc timbres vocàlics i distingeix la quantitat vocàlica pel que el seu inventari bàsic de consonants és: /i, ə, a, o, o; iː, əː, aː, oː, oː/. L'inventari de consonant manca d'aproximants i està format només per oclusives orals, fricatives i nasals:
|           | labial | alveolar | palatal | velar | lab.-vel. | glotal |
| --------- | ------ | -------- | ------- | ----- | --------- | ------ |
| Oclusiva  | p      | t        |         | k     | kʷ        | ʔ      |
| Africada  |        | t͡s       |         |       |           |        |
| Fricativa |        | s        | ʃ       |       |           | h      |
| Nasal     | m      | n        |         | ŋ     | ŋʷ        |        |

És freqüent en les transcripcions de texts trobar:
- /c/, per a transcriure el fonema /ts͡/.
- /š/, per a transcriure el fonema /ʃ/.
- / ' /, per a transcriure el fonema /ʔ/.
- /ï/ o /i/, per a transcriure el fonema /ə/.

L'anàlisi original de Sapir incloïa altres fricatives com [β] o [x] que poden ser analitzades com al·lòfons de les oclusives sordes entre vocals. Sapir havia postulat fonemes addicionals perquè entre vocals existeix l'oposició [β]-[p] que de fet Miller seguint Lamb analitza com una oposició /p/-/hp/ (/p /> [β], V__V).
A continuació es dona una petita mostra de vocabulari chemehuevi, que mostra la seva proximitat amb les llengües numic (xoixoni):
nïmïn, 'persona'
pah (o paah), 'aigua'
tïvah, 'pinyó'
tïmpa, 'boca'
tïhiya (variant: tïhïï), 'cérvol'